# Scambus uchidai
Scambus uchidai är en stekelart som beskrevs av Setsuya Momoi 1977. Scambus uchidai ingår i släktet Scambus och familjen brokparasitsteklar. Inga underarter finns listade i Catalogue of Life.